# Starrcade 1991
Starrcade '91: Battlebowl/The Lethal Lottery è stato l'annuale edizione dell'evento pay-per-view Starrcade. Fu il quarto evento Starrcade prodotto dalla World Championship Wrestling. Si svolse il 29 dicembre 1991 al Norfolk Scope di Norfolk, Virginia. L'evento presentò esclusivamente la Battlebowl battle royal e i suoi match di qualificazione. Quaranta wrestler furono scelti a caso per formare dieci coppie di tag team. Ogni coppia si scontrava in un match, e il team vincitore avanzava alla Battlebowl.
Fu il primo evento Starrcade al quale non partecipò Ric Flair. Sting vinse la Battlebowl e la sua vittoria portò avanti il feud con Lex Luger per il WCW World Heavyweight Championship.

## Antefatto
Prima di Starrcade, Sting aveva rivalità in corso sia con Rick Rude che con Lex Luger. Il 14 luglio, Lex Luger vinse il WCW World Heavyweight Championship, e di conseguenza rese vacante la cintura di WCW United States Heavyweight Championship anch'essa da lui detenuta. Il 25 agosto Sting vinse un torneo indetto per l'assegnazione del titolo e divenne il nuovo WCW United States Heavyweight Champion, e questo risultato lo rese sfidante al WCW World Heavyweight Championship. Luger, reputando Sting una seria minaccia, ingaggiò Abdullah the Butcher e Cactus Jack affinché infortunassero Sting. Il 27 ottobre, Rude fece il suo ritorno in federazione, e mise Sting nel mirino come primo bersaglio. Alla fine, a Clash of the Champions XVII, Luger tese un agguato a Sting, e lo infortunò al ginocchio. Questo permise a Rude di vincere il WCW United States Heavyweight Championship battendo Sting in un match svoltosi quella stessa sera.

## Risultati
| N. | Risultati                                                                          | Stipulazioni            | Durata del match |
| -- | ---------------------------------------------------------------------------------- | ----------------------- | ---------------- |
| 1  | Marcus Bagwell & Jimmy Garvin sconfiggono Michael "P.S." Hayes & Tracy Smothers    | Tag team match          | 12:45            |
| 2  | Steve Austin & Rick Rude sconfiggono Van Hammer & Big Josh                         | Tag team match          | 12:56            |
| 3  | Dustin Rhodes & Richard Morton sconfiggono Larry Zbyszko & El Gigante (con Madusa) | Tag team match          | 05:54            |
| 4  | Bill Kazmaier & Jushin Liger sconfiggono Diamond Dallas Page & Mike Graham         | Tag team match          | 13:08            |
| 5  | Lex Luger & Arn Anderson (con Harley Race) sconfiggono Terrance Taylor & The Z-Man | Tag team match          | 10:25            |
| 6  | Ricky Steamboat & Todd Champion sconfiggono Cactus Jack & Buddy Lee Parker         | Tag team match          | 07:48            |
| 7  | Sting & Abdullah the Butcher sconfiggono Brian Pillman & Bobby Eaton               | Tag team match          | 05:55            |
| 8  | Big Van Vader & Mr. Hughes sconfiggono Rick Steiner & The Nightstalker             | Tag team match          | 05:05            |
| 9  | Scott Steiner & Firebreaker Chip sconfiggono Arachnaman & Johnny B. Badd           | Tag team match          | 11:16            |
| 10 | Ron Simmons & Thomas Rich sconfiggono Steve Armstrong & PN News                    | Tag team match          | 12:01            |
| 11 | Sting vince, eliminando per ultimo Lex Luger                                       | Battlebowl battle royal | 25:10            |